# Otto Modersohn
Otto Modersohn, född 22 februari 1865 i Soest, död 10 mars 1943 i Rotenburg, var en tysk landskapsmålare.

## Liv och verk
Modersohn var gift med Paula Modersohn-Becker. Som konstnär fann han inspiration hos Barbizonskolans verk och var en av grundarna av konstnärskolonin Worpswede.

## Galleri

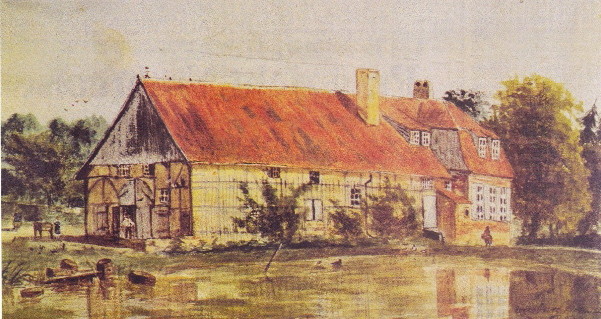
Wienburg bei Münster (1884).
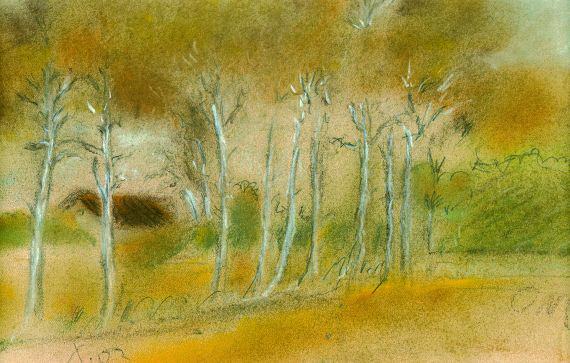
Björkallé (1903).
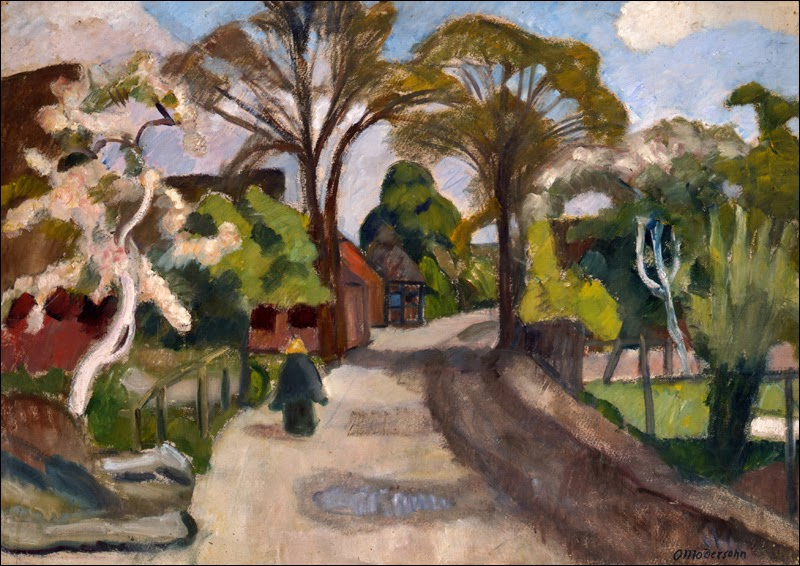
Bygata i vårtid (1922).